# The Chi
The Chi är en amerikansk dramaserie vars första säsong hade premiär den 15 december 2017. Första säsongen bestod av tio avsnitt. Den sjätte säsongen hade premiär den 4 augusti 2023 och består 16 avsnitt fördelat på två delar. Serien skapad av Lena Waithe som även medverkat i skrivandet av seriens manus.

## Handling
Serien utspelar sig i Chicagos södra delar. I det här hårda området lurar faror varje dag, och till synes enkla beslut kan leda till förskräckliga konsekvenser.

## Rollista i urval
| Jason Mitchell         | – Brandon Johnson           |
| Ntare Guma Mbaho Mwine | – Ronnie Davis              |
| Jacob Latimore         | – Emmett Washington         |
| Alex R. Hibbert        | – Kevin Williams            |
| Tiffany Boone          | – Jerrika Little            |
| Yolonda Ross           | – Jada Washington           |
| Armando Riesco         | – Detective Cruz            |
| Luke James             | – Victor "Trig" Taylor      |
| Curtiss Cook           | – Otis "Douda" Perry        |
| Sonja Sohn             | – Laverne Johnson           |
| LaDonna Tittle         | – Ethel Davis               |
| Common                 | – Rafiq                     |
| Crystal Dickinson      | – Detective Alice Toussaint |
| La La Anthony          | – Dominque "Dom" Morris     |
| Judae'a Brown          | – Jemma                     |
| Kandi Burruss          | – Roselyn Perry             |
| Lena Waithe            | – Camille Hallaway          |
| Lil Rel Howery         | – Zeke Remnick              |
| Tabitha Brown          | – Octavia                   |
| Jason Weaver           | – Rashaad "Shaad" Marshall  |